# 버크셔 해서웨이
버크셔 해서웨이(영어: Berkshire Hathaway Inc.)는 워렌 버핏의 투자목적 지주회사이다. 레버리지용 플로트 목적의 보험사업을 중심 사업으로, 애플(Apple) 5.75%, 에너지 사업, 아이스크림과 캔디부터 가구, 정밀공구기계, 철도사업, 항공 조종사 훈련, 화학 사업을 포함한 상상할 수 있는 모든 사업을 하고 있는 종합 지주회사이다. 미국에서 유명한 GEICO 같은 자동차 보험사업, 철도 사업인 BNSF (Burlington Northern Santa Fe), Berkshire Hathaway Energy 등이 대표적이다.

## 역사
1839년 섬유 제조회사로 출발하였다. 1962년부터 워런 버핏이 버크셔 해서웨이의 지분을 인수하기 시작하여 경영권을 갖게 되었다. 1967년에는 보험 관련 사업에 진출하였으며, 1985년 초기 사업 부문인 섬유업을 정리했다.

## 기업 정보
버크셔의 회장이자 최고경영자인 워런 버핏 회장은 천재적인 투자전략과 경영 전반에 걸친 폭넓은 지식으로 전 세계 많은 이들에게 존경받고 있으며, 그가 매년 버크셔 연례 보고서를 통해 주주들에게 보내는 편지는 매우 자주 인용되기도 한다. 2007년, Barron's의 조사에 의하면 버크셔 해서웨이는 미국의 자금 관리자들에게 가장 존경 받는 회사로 뽑히기도 하였다. 2005년 기준, 워렌은 버크셔의 38%를 보유하고 있으며, 그 전에는 더 많은 지분을 보유하고 있었고 기부를 통해 2021년 지분이 15%가 되었고 워렌이 기부를 안 했을 경우 대략 3300억 달러~4300억 달러이다. (빌 게이츠도 같은 경우로, 마이크로소프트 지분을 기부하지 않았다면 2021년 현재 1위이고 워렌은 2위이다.) 워렌과 50년 동안의 친구이자 조언자, 선배 역할의 찰리 멍거도 버크셔의 지분을 20억 달러를 보유하고 있고 기부를 하지 않았으면 100억 달러 정도 된다.
워렌 버핏의 유명한 55년 연평균 20% 성장은 워렌 버핏의 최고 사업, 최대 사업인 보험 사업이 있었기에 그런 숫자가 나올 수 있었는데, 이것은 보험 사업의 성격이 보험료를 먼저 받고 나중에 보험금을 제공하기에, 받고 지급하는 사이의 기간 동안 보험금 자본을 투자할 수 있었기 때문이다. 이 보험사 자본을 ''플로트''라고 하며 2021년 버핏은 자본과 부채(플로트)의 비율이 1:1로, 투자를 하여 수익률이 10%일 경우 자본 기준으로 20%가 되는 논리가 되어서 그렇다. 자본 1천억 달러, 보험사 자본 플로트 1천억 달러를 더하면 2천억 달러, 10% 수익률일 경우 200억 달러, 자본 기준으로는 20%이다.
워렌 버핏(버크셔 해서웨이)은 장기간 투자를 해야 하기에, 고객들이 계약을 해지할 수 있는, 따라서 대량 계약 해지 사태(은행으로 치면 대량 자산 인출 사태)를 야기할 가능성이 있는, 다시 말하면 계약 해지가 많이 되어서 어쩔 수 없이 즉시 자산을 매각해야 하는 상황을 만들 수 있는 생명보험 사업을 매우 적게 하고, 자동차 보험 등 1년 등의 짧은 기간 단위로 계약을 하고 절대 계약을 해지할 수 없는 손해보험 사업이 주력 사업이다. 순 자본 기준 전 세계 최대의 손해보험사 겸 재보험사인 내셔널 인뎀니티, 미국에서 유명한 자동차 보험사 가이코, 세계 최대의 손해 재보험사 중 하나인 제너럴 리 이 3개를 중심으로 매우 많은 다양한 보험사들을 보유하고 있다. 최근에는 약 14조원을 들여 또다른 대형 보험/재보험사인 앨러게이니를 인수하였다. 워렌 버핏의 애플(Apple)을 중심으로 한 2400억 달러의 포트폴리오는 이 손해보험사의 보험 계약 고객들의 플로트 자본으로 하는 것이고, 유보 이익은 다 보험사에 유보한다. 그래서 내셔널 인뎀니티가 1970년대 860만 달러의 순자산에서 2021년 세계 최대의 순 자본을 보유한 손해보험사가 되었다. 보험사업의 성격이 자본보다 자본+플로트가 훨씬 더 크기에, 자본 기준으로 매우 큰 수익률이 나올 수 있다. 
유튜브에서 ''How Warren Buffett Achieves Great Returns Every Year - Advantages of Insurance Float'' 이 영상을 보면 잘 알 수 있다.

## 이사회
- 워렌 버핏 (Warren Buffett): 버크셔 해서웨이 회장 겸 CEO
- 찰리 멍거 (Charlie Munger): 버크셔 해서웨이 부회장
- 그레그 에이블 (Greg Abel): 버크셔 해서웨이 비보험부문 총괄 부회장 / 버크셔 해서웨이 에너지 회장 겸 CEO / 버크셔 해서웨이 차기 CEO 지명자
- 아지트 자인 (Ajit Jain): 버크셔 해서웨이 보험부문 총괄 부회장
- 토마스 머피 (Thomas Murphy): 전 ABC 회장 겸 CEO
- 하워드 버핏 (Howard Buffett): 버핏 회장의 장남 / 전 네브래스카주 더글라스 군수 / 차기 버크셔 해서웨이 비상임 회장 지명자
- 로날드 올슨 (Ronald Olson): 멍거톨스 & 올슨 파트너 변호사
- 샬롯 가이먼 (Charlotte Guyman): 워싱턴 대학교 의대 학장
- 데이빗 거츠먼 (David Gottesman): First Manhattan Co. 창업자 겸 전 회장, 2007년 포브스 억만장자 리스트 336위
- 케네스 셰놀트 (Kenneth Chenault): 전 아메리칸 익스프레스 회장 겸 CEO
- 스티브 버크 (Steve Burke): 컴캐스트 수석부회장 겸 NBCUniversal 회장
- 수잔 데커 (Susan Decker): 전 야후! 사장
- 메릴 위트머 (Meryl Witmer): Eagle Capital Management 창업자

### 승계 계획
2021년 5월 1일에 있었던 온라인 주주총회에서 워렌 버핏은 버크셔 해서웨이의 후계자로 그렉 에이블을 공식적으로 지명했다. 그렉 에이블은 버크셔 해서웨이 비보험계열 총괄 부회장직과 버크셔 해서웨이 에너지사의 회장 겸 CEO직을 겸하고 있다.

## 한국 기업에 투자
2007년, 워런 버핏은 국내 유일의 버크셔 해서웨이 완전자회사인 대구텍을 방문하기 위해 처음 방한하였다. 이외에도 워런 버핏은 포스코의 주식 4%을 보유했던 적이 있으나 한국 주식이 저평가 되어 있을 때 사들였다가 대부분 매각한 것으로 알려져 있다.

## 같이 보기
- 워런 버핏